# Єхиднові
Єхиднові (Tachyglossidae) — родина ссавців ряду однопрохідних. Також відомі під їхнім австралійським ім'ям «колючий мурахоїд». Разом з качкодзьобом є нині єдиними представниками ряду Однопрохідних. Нині існує чотири види єхидн, що належать до двох родів родини єхиднових.

## Назва
Цих ссавців названо на честь грецької богині Єхидни, яка була наполовину жінкою і наполовину змією (гадюкою), аналогічно тому, як тварина єхидна має якості як ссавців, так і рептилій. Альтернативно пояснюється спотвореною назвою морских їжаків, лат. Echinoidea, дав.-гр. ἐχῖνος.

## Загальні дані

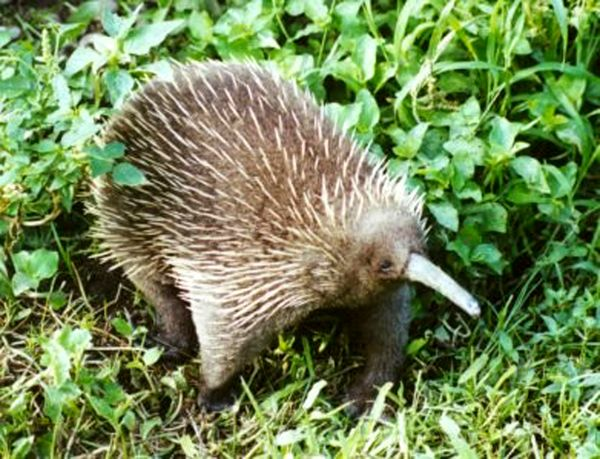
Проєхидна Брейна (Zaglossus bruijni)

Єхиднові покриті грубою шерстю та голками. Максимальна довжина їхнього тіла становить приблизно 30 сантиметрів. Їхні щелепи витягнуті у вузький «дзьоб». Кінцівки єхидни короткі та вельми сильні, з великими кігтями, завдяки чому ці тварини є потужними копачами. Єхиднові не мають зубів, в них дуже маленький рот, тому харчуються вони злизуючи своїм довгим клейким язиком термітів, мурах, та інших невеликих безхребетних, котрих розчавлюють, притискаючи в роті язиком до піднебіння.

## Поведінка та спосіб життя
Єхиднові більшу частину року (поза шлюбним сезоном, що настає в середині зими, звичайно в липні та серпні) проживають одинаками. Вони є територіальними тваринами, але сусідні території можуть дещо накладатись. Єхидна весь час повільно простує своєю територією у пошуках здобичі, не маючи постійного лігва. Попри своє товсте та незграбне тіло, вона плаває на подив добре і в змозі долати чималі водойми.
Ці тварини мають досить гострий зір і швидко помічають найменші рухи навколо себе. У випадку занепокоєння або якоїсь загрози єхидна швидко ховається у щільному чагарнику або в земляних чи скельних ущелинах. При відсутності таких природних притулків єхидна напрочуд швидко закопується у землю, доки зовні не залишаться лише кілька голок найвищої ділянки спини. Або, якщо місцевість рівна та відкрита, а ґрунт твердий, просто скручуються в кулю.

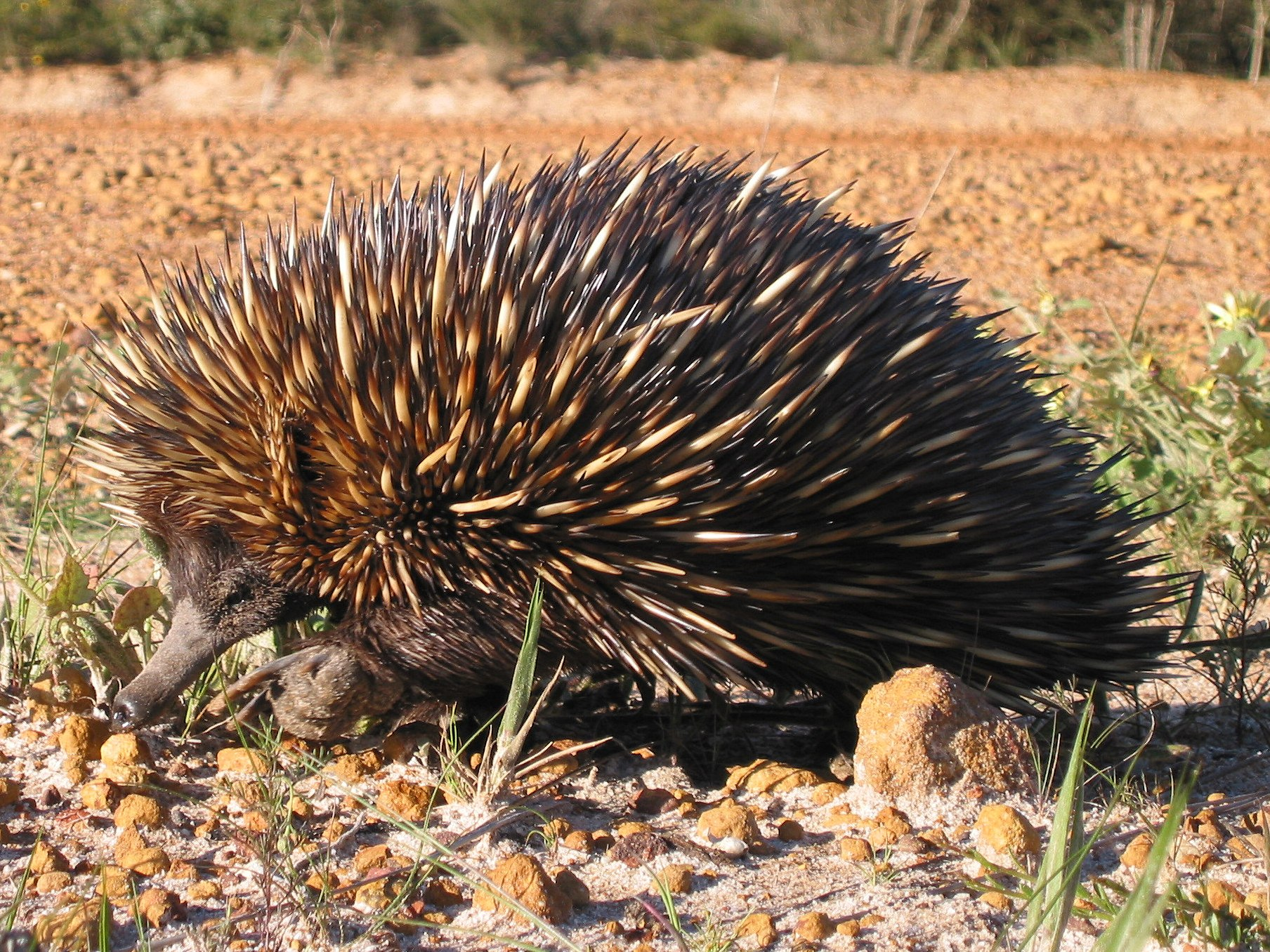
Коротконоса єхидна (Tachyglossus aculeatus) з о. Тасманія

Небагато хижаків може впоратись з таким захистом: досвідчені собаки динго, лисиці, іноді кішки та свині можуть вбити дорослу єхидну, заставши її на ділянці твердого рівного ґрунту й атакуючи в черево (куля, у яку звертається єхидна, не є суцільною). Також, за деякими відомостями, на молодих єхидн полюють австралійські варани.

### Розмноження
Самиця єхидни відкладає одне шкірясте яйце з м'якою шкаралупою через 22 доби після парування і зберігає його безпосередньо у своїй сумці. Яйце важить від 1,5 до 2 грамів і має довжину близько 1,4 сантиметра. У процесі вилуплення дитинча єхидни розрізає шкіряну шкаралупу за допомогою яйцевого зуба, як у плазунів. «Насиджування» займає десять діб. Молода єхидна, що народжується личинкоподібною і схожою на ембріон, харчується молоком, яке виділяється порами шкіри на двох молочних полях (однопрохідні ссавці не мають сосків), і лишається в сумці матері від 45 до 55 днів, поки в неї не почнуть рости голки. Після цього мати риє нору-колиску, де лишає дитинча, повертаючись кожні п'ять днів, щоб вигодовувати його, і так молода єхидна годується до семимісячного віку. Молоді ехідни залишаються в норі матері до року, перш ніж покинути її.
Самці єхидн мають чотирьохголовий пеніс. При спарюванні головки з одного боку «відмикаються» і не збільшуються в розмірах, а дві інші використовуються для виділення сперми у двогілковий статевий тракт самиці. При кожному новому паруванні самець чергує голівки попарно. Коли пеніс не використовується, він втягується всередину надшкірного мішка у клоаці. Пеніс самця єхидни має довжину 7 сантиметрів у збудженому стані, а його стовбур вкритий пеніальними шипами. Вони можуть застосовуватися для стимуляції овуляції у самиць.
Вивчення єхидн в їхньому природному середовищі є складним завданням, в той час як в неволі вони не проявляють інтересу до спарювання. До 2007 року ніхто не бачив, як єхидна еякулює. Попередні спроби змусити єхидну еякулювати за допомогою електростимуляції, з метою отримання зразків сперми, призводили лише до набрякання пеніса.
Сезон розмноження починається наприкінці червня і триває до вересня. Під час шлюбного періоду самку може супроводжувати зграя або «потяг» до 10 самців, де наймолодший недомінантний самець йде останнім, а деякі самці переходять з одного «потяга» до іншого.

## Систематика

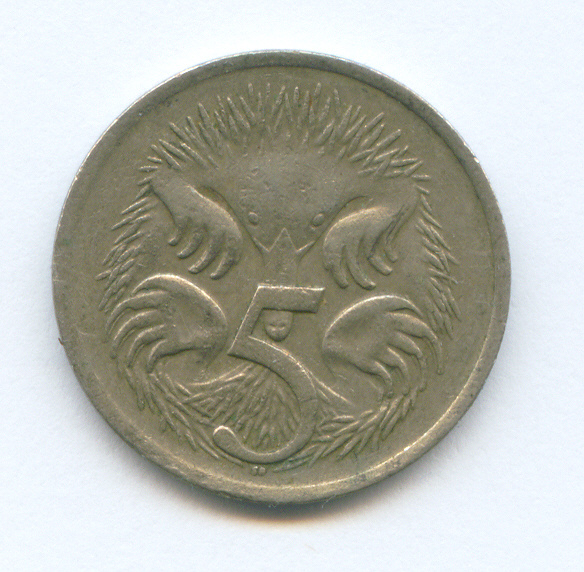
Коротконоса єхидна на монеті вартістю 5 австралійських центів

Сучасні єхидни об'єднані в родину Єхиднові та розділяються на два роди:
- рід Zaglossus (проєхидна) включає два сучасні види, а також два види, відомі за викопними рештками.
- рід Tachyglossus (єхидна) включає єдиний сучасний вид; вимерлих видів цього роду наразі не знайдено.

Рід Zaglossus — Проєхидна
Обидва види цього роду є ендеміками Нової Гвінеї. Обидва вони рідкісні, не в останню чергу тому, що аборигени цього острова полюють на них заради їжі. Ці єхидни харчуються у листовій підстилці в лісах, полюючи на хробаків та комах.
- Вид Zaglossus bruijni поширений у високогірних лісах Нової Гвінеї.
- Вид Zaglossus attenboroughi відкритий нещодавно, його представники мешкають у високогірних лісах та на гірських рівнинах.

Види Zaglossus robustus та Zaglossus hacketti є вимерлими, відомими за викопними рештками.
Рід Tachyglossus — Єхидна
Єхидна мешкає на південному сході Нової Гвінеї та майже на всій території Австралії: від Австралійських Альп, де взимку випадає сніг, до пустель середини континенту, всюди, де можна знайти її основну їжу — мурах та термітів. Тварини цього роду дещо менші, ніж представники роду Zaglossus, а довжина шерсті більша: у підвиду, що мешкає в регіоні з найхолоднішими зимами (на о. Тасманія) шерсть часом навіть довша за голки.
Єхидна живе довго та легко адаптується до найрізноманітніших умов. В горах узимку вона впадає у сплячку, а в пустелі у спекотний денний час ховається в ущелинах скель і виходить на полювання тільки вночі (в інших частинах ареалу це денний вид). Але коли в пустелі прохолодно, то єхидна може бути активною і вдень.
Рід Megalibgwilia
Містить два викопні види: Megalibgwilia ramsayi та Megalibgwilia robusta.

## Різне
Завезені в Австралію хижі ссавці та втрата звичних місць життя призвела до скорочення чисельності та території розповсюдження коротконосої єхидни. Коротконоса єхидна зображена на багатьох австралійських поштових марках, а також на монеті в 5 австралійських центів.
Статевий орган має чотири голівки та дві окремі структури, що надає перевагу при спаровуванні як шанс розмножуватися більше.